# Djabiria geniculata
Djabiria geniculata är en skalbaggsart som beskrevs av Duvivier 1891. Djabiria geniculata ingår i släktet Djabiria och familjen långhorningar.
Artens utbredningsområde är:
- Benin.
- Gabon.
- Togo.

Inga underarter finns listade i Catalogue of Life.